# Protoribates iracemae
Protoribates iracemae är en kvalsterart som beskrevs av Pérez-Íñigo och Baggio 1994. Protoribates iracemae ingår i släktet Protoribates och familjen Protoribatidae. Inga underarter finns listade i Catalogue of Life.